# Felix Coblenz

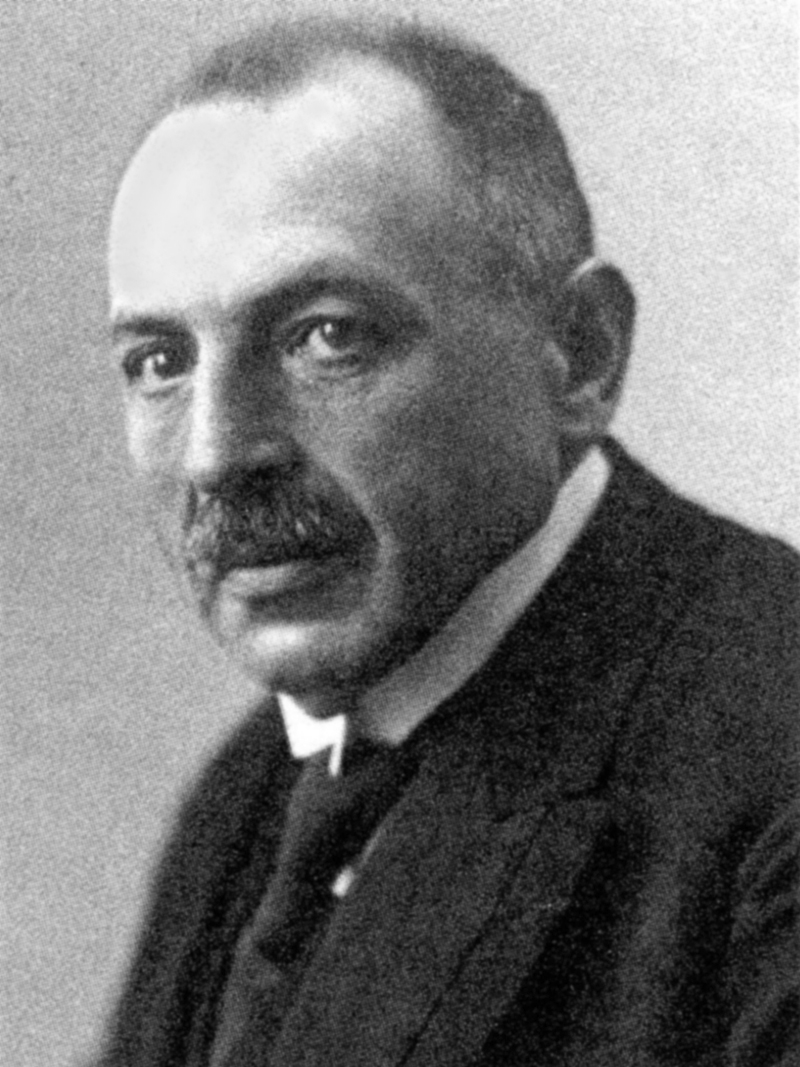
Rabbiner Felix Coblenz (1863–1923)

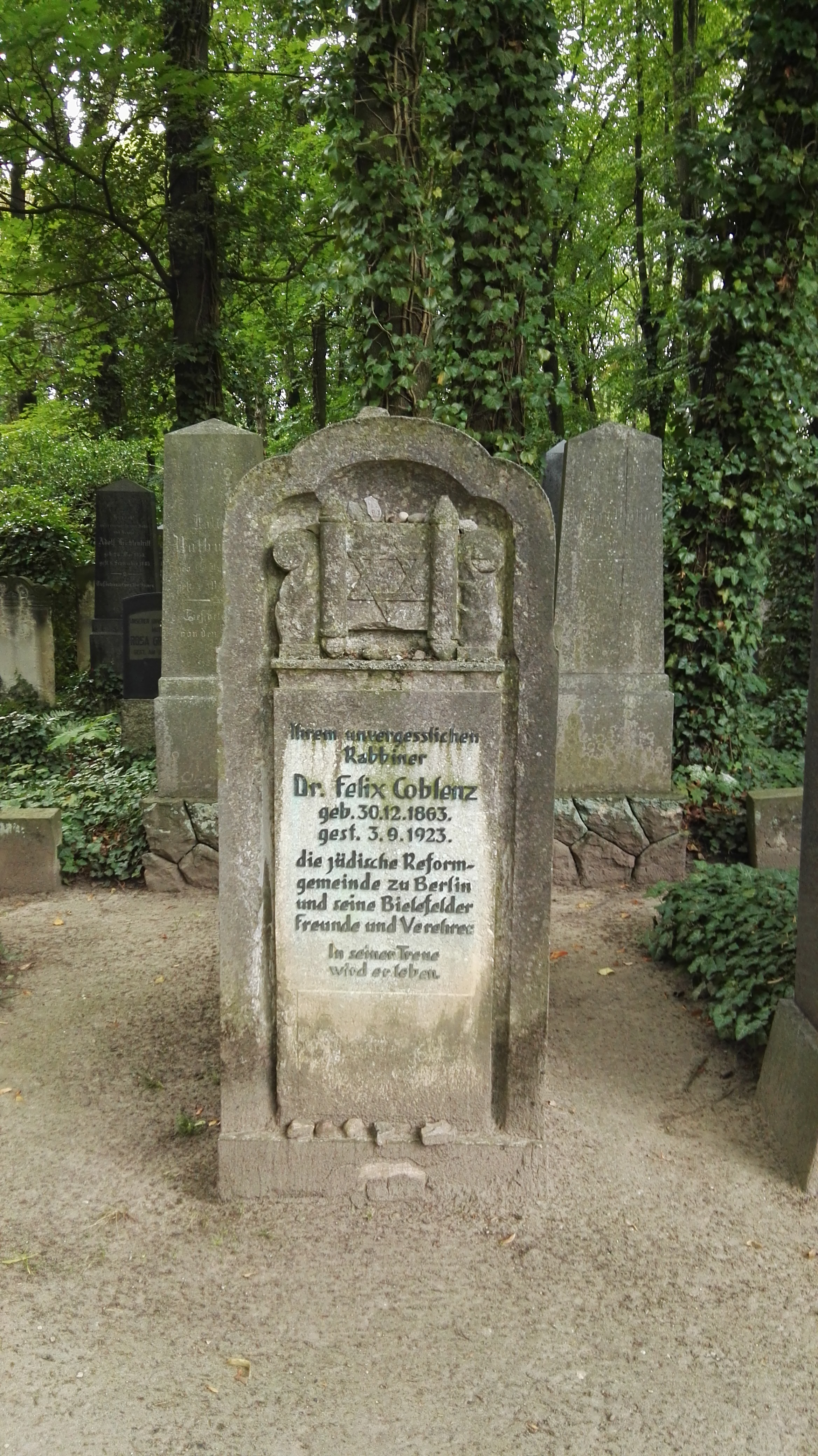
Grab auf dem Jüdischen Friedhof Berlin-Weißensee

Felix Coblenz (geboren am 30. Dezember 1863 in Ottweiler; gestorben am 3. September 1923 in Berlin) war ein deutscher Pädagoge und Rabbiner.

## Leben
Felix Coblenz wurde als dritter Sohn der Eheleute Manuel Coblenz und Henriette Aurbohr in Ottweiler/Saar geboren. Sein Bruder Bonnevit/Bernhard Coblenz wurde 1901 zum Leiter der öffentlichen jüdischen Schule in Köln berufen, als erster Jude übernahm er in Deutschland die Leitung einer öffentlichen jüdischen Schule.
Nach dem Besuch der jüdischen Volksschule in seinem Heimatort und des  Kronprinz-Friedrich-Wilhelms-Progymnasiums im nahegelegenen St. Wendel, an dem er als Quartaner 1877 mit einer Buchprämie ausgezeichnet wurde, ging Coblenz 1878 an die renommierte Marks-Haindorf-Stiftung nach Münster. Dort erhielt er eine Ausbildung zum Lehrer, die bis 1881 andauerte. In jenem Jahr legte er seine erste Lehrerprüfung ab, auf die 1884 die zweite folgte. Ab 1892 studierte Felix Coblenz für sechs Semester am Seminar für Orientalische Sprachen der Friedrich-Wilhelms-Universität in Berlin. Gleichzeitig besuchte er die Hochschule für die Wissenschaft des Judentums, wo er auf den Rabbiner-Beruf vorbereitet wurde. 1895 promovierte er an der Universität Zürich.
1882 war Coblenz an die neu gegründete jüdische Volksschule nach Siegen gegangen, wo er seine erste feste Stelle als Lehrer hatte. Am 1. April 1889 trat er seinen neuen Posten als Lehrer und Rabbiner in  Bielefeld an, wo er bis 1916 Prediger der Gemeinde war. In Bielefeld heiratete er am 26. Juli 1904 Ida Katzenstein (8. Januar 1884 - verstorben in den USA) und erhielt dadurch Zugang zur höheren jüdischen Gesellschaftsschicht Bielefelds. Des Weiteren initiierte er den Bau der Bielefelder Synagoge, die 1905 eingeweiht wurde. In dieser Zeit gründete er den Verband der Synagogengemeinden Westfalens und eine regionale Kommission zur Erstellung eines Lehrplans für den gemeinsamen Religionsunterricht von Christen und Juden. 1917 wechselte er zur Jüdischen Reformgemeinde zu Berlin.
Coblenz war wie Moritz Meier Spanier, mit dem er durch eine innige Freundschaft verbunden war, von der geeinten Zwienatur des deutschen Judentums überzeugt. Der Geist der Marks-Haindorf-Stiftung, dem es gelang, preußische Königstreue, deutschen Patriotismus und jüdische Tradition zu verschmelzen, wie es in den Gedichten Jakob Loewenbergs zum Ausdruck kam, war auch die persönliche Überzeugung Coblenz'. Er wirkte dahingehend auch in der deutschen Hauptstadt.
Felix Coblenz starb am 3. September 1923 in Berlin.

„Wir lassen uns von denen nicht losreißen, deren Kultur die unsere ist, deren Sprache wir als unsere Muttersprache sprechen und deren Jammer und Not wir als unser persönliches Leid erleben. Der Boden, auf dem wir geboren und erzogen sind und in dem wir einmal begraben sein wollen, ist der heilige Mutterboden unseres deutschen Vaterlandes.“

## Werke

Über das betende Ich in den Psalmen

- Die berufliche und soziale Stellung des jüdischen Lehrers. Vortrag gehalten auf der Konferenz des Vereins jüdischer Lehrer Rheinland und Westfalens, zu Düsseldorf am 21. Mai 1888. H. Montanus, Siegen 1888. Digitalisat auf UB Frankfurt a. Main
- Über das betende Ich in den Psalmen; ein Beitrag zur Erklärung des Psalters. M. Schmersow, Kirchhain N.-L. 1896 (Dissertation). Digitalisat auf www.archive.org
- Predigten gehalten in der Synagoge zu Bielefeld. S. Calvary, Berlin 1904.
- Predigten gehalten in der Synagoge zu Bielefeld. Neue Folge. J. Kauffmann, Frankfurt am Main 1907.  Digitalisat auf www.archive.org
- Herr Dr. Jacob als Kritiker. Eine sachliche Beleuchtung. Druck: C. G. Naumann, Leipzig 1908. Digitalisat auf UB Frankfurt a. Main
- Zur Einführung in den Religionsunterricht. Leipzig 1908. Digitalisat auf UB Frankfurt a. Main
- Lehrbuch der jüdischen Religion. Leipzig 1908. Digitalisat auf UB Frankfurt a. Main
- Predigten, gehalten in der Synagoge der jüd. Reformgemeinde zu Berlin. Philo Verlag, Berlin 1926. Digitalisat auf UB Frankfurt a. Main